# Live & In The Can
Live & In The Can é o primeiro álbum gravado ao vivo pela banda Delirious?, lançado a 1 de Dezembro de 1996.

## Faixas
1. "Spontaneous I" - 1:06
2. "I'm Not Ashamed" - 6:35
3. "Did You Feel The Mountains Tremble?" - 5:25
4. "Spontaneous II" - 3:17
5. "Oh Lead Me" - 3:41
6. "Obsession" - 9:04
7. "Spontaneous III" - 2:02
8. "Spontaneous IV" - 2:08
9. "Come Like You Promise" - 3:22
10. "Spontaneous V" - 2:30
11. "Spontaneous VI" - 3:36
12. "What A Friend I've Found" - 5:05
13. "Spontaneous VII" - 1:37
14. "I've Found Jesus" - 5:09
15. "Spontaneous VIII" - 3:20
16. "Lord's Prayer" - 1:32
17. "Spontaneous IX" - 2:19

## Créditos
- Stewart Smith - Bateria, percussão
- Tim Jupp - Teclados
- Stuart Garrard - Guitarra, vocal de apoio
- Martin Smith - Vocal, guitarra
- Jonathan Thatcher - Baixo